# Фалькенберг (Верхній Пфальц)
Фалькенберг (нім. Falkenberg) — громада в Німеччині, розташована в землі Баварія. Підпорядковується адміністративному округу Верхній Пфальц. Входить до складу району Тіршенройт. Складова частина об'єднання громад Візау.
Площа — 39,41 км2. Населення становить 940 ос. (станом на 31 грудня 2020).